# Ku Sang
Ku Sang (* 16. September 1919 in Seoul als Ku Sang-jun (kor. 구상준); † 11. Mai 2004 ebenda) war ein südkoreanischer Schriftsteller und Lyriker.

## Leben
Ku Sang schloss sein Studium der Religionswissenschaften an der Nihon-Universität ab. Nachdem er 1946 seine anti-kommunistischen Gedichte Weg (길) und Am Ende des Tages (여명도) in der Gedichtsammlung Duft (응향 [凝香]) der Wonsaner Schriftstellervereinigung veröffentlicht hatte, floh er in den Süden Koreas. Ku arbeitete als stellvertretender Direktor der Gruppe von Schriftstellern, die eingesetzt wurden um über die Aktivitäten des südkoreanischen Militärs während des Koreakrieges zu berichten. Er arbeitete ebenfalls als leitender Redakteur der Yeongnam Daily, als Redakteur der Kyunghyang Shinmun und als Dozent für Lyrik an der Chungang University. Er war ein Mitglied der Koreanischen Kunstakademie.
Die Gedichte von Ku kommentierten Ungerechtigkeit, Ungleichheit und Absurdität der modernen Gesellschaft. Seine Werke sind stark von seinem christlichen Glauben geprägt, welcher dem Dichter als beständige Quelle persönlicher Buße diente. Sie spiegeln die Suche des Dichters nach einer poetischen Ästhetik wider, die auf einer soliden ontologischen Grundlage steht. Ku lehnt sowohl eine künstlerische Sensibilität, der es an spiritueller Tiefe mangelt, sowie groben Intellekt, dem es an historischem Bewusstsein mangelt, ab. So manifestiert sich die Haltung des Dichters in seiner Gedichtsammlung mit dem Titel Gedichte aus der Asche (초토의 시) wie von selbst.
Diese Gedichte, basierend auf Kus eigenen Erfahrungen aus dem Koreakrieg, verarbeiten das durch den Krieg erzeugte Leid auf dem Weg zur Erlösung. Neben seiner christlichen Grundlage nimmt Ku weitere spirituelle und religiöse Einflüsse in seine Werke auf. Sie beziehen sich auch auf die Gründungslegenden des koreanischen Volkes, traditionelle koreanische Kultur, die Elitekultur der chinesischen Schriftzeichen, die Natur, die Tradition der Kontemplation im Sŏn Buddhismus und taoistischen Glauben. Ku fusioniert diese verschiedenen Glaubensstränge nahtlos mit dem christlichen Glauben an die Erlösung. So führt er in seiner konstanten Betrachtung von koreanischer Tradition und religiösem Glauben die Tiefe der menschlichen Existenz mit einem ständigen Bewusstsein der geschichtlichen Bedeutung zusammen. Gleichzeitig versucht er mit seinen Gedichten das Reich absoluten Glaubens festzuhalten. Ku veröffentlichte diverse Gedichtsammlungen wie z. B. Gedichte von Ku Sang (구상시집), Gedichte aus der Asche (초토의 시), Auf Dreyfus's Bank (드레퓌스의 벤치에서) und Ein Gedichtzyklus von Ku Sang (구상연작시집).
Nach ihm ist ein Literaturpreis benannt.

## Arbeiten

### Koreanisch
- 구상시집 Gedichte von Ku Sang (1951)
- 민주고발 Anklage gegen die Demokratie (1953)
- 초토의 시 Gedichte aus der Asche (1956)
- 침언부어(沈言浮語) Ch'imŏn puŏ (1960)
- 영원 속의 오늘 Die Ewigkeit im Heute (1976)
- 나자렛 예수 Jesus von Nazareth (1979)
- 말씀의 실상 Die Wahrheit der Worte (1980)
- 까마귀 Krähe (1981)
- 실존적 확신을 위하여 Für den existenziellen Glauben! (1982)
- 드레퓌스의 벤치에서 Auf der Bank von Dreyfus (1984)
- 구상연작시집 Ein Gedichtzyklus von Ku Sang (1985)
- 삶의 보람과 기쁨 Der Wert und die Freude des Lebens (1986)
- 개똥밭 Ein dreckiges Feld voller Hundekot (1987)
- 시와 삶의 노트 Notizen über Gedichte und das Leben (1988)
- 유치찬란 Kindischer Glanz (1989)
- 조화 속에서 In der Harmonie (1991)
- 황진이 Hwang Chin-i (1994)
- 오늘 속의 영원, 영원 속의 오늘 Die Ewigkeit im Heute, das Heute in der Ewigkeit (1996)
- 인류의 맹점에서 In der Lücke der Gesellschaft (1998)

### Übersetzungen

#### Deutsch
- Auf der Bank von Dreyfus, Karin Fischer Verlag, (1994) ISBN 978-3-89514-010-5

#### Englisch
- Wastelands of Fire: Poems by Ku Sang, Forest Books, (1989) ISBN 0-948259-82-5
- Infant Splendor: Poems and Paintings, Samseong (1990)
- Korean Century: River & Field, Forest Books, (1991) ISBN 978-1-85610-001-4

#### Italienisch
- Il fiume di Cristoforo – Testo originale a fronte, D’Urso V., (2005) ISBN

#### Französisch
- Terre Brûlée – recueil de poemes, Thesaurus, (1986)
- DOUZE POÈTES CORÉENS CONTEMPORAINS, Noroit, (2005) ISBN 978-2-89018-550-0

## Auszeichnungen
- 1993 – 제38회 대한민국 예술원상 (문학부문) (Kunstpreis der Republik Korea in der Kategorie Literatur)
- 1993 – 대한민국 문학상 (Koreanischer Literaturpreis)
- 1957 – 서울시 문화상 (Kulturpreis der Stadt Seoul)
- 1957 – 국민훈장 동백장 (Tongbaek Volksorden)
- 1957 – 화랑무공훈장 (Hwarang Militärorden)